# 竹村屯倉
竹村屯倉（たかふ の みやけ）は、摂津国三島郡に設置された大和朝廷の直轄地（屯倉）。

## 概要
『日本書紀』巻第十九によれば、安閑天皇元年（推定534年）閏12月に天皇が三嶋に行幸した際に、三嶋県主飯粒が献上した竹村の地40町からなるもので、先に良田の献上を惜しんだ大河内直味張は钁丁（くわよぼろ）として天皇に春秋500丁を献上し、狭井田6町を大伴金村に賄うことで贖罪をした、という。これにより、河内県（こうちのあがた）の部曲をもって田部とすることが始まったとされ、当地での労働力として用いられていた事情が窺われる。
屯倉の範囲は、『書紀』の上述の記述によると、上御野（かみのみの）・下御野（しもみの）（摂津国西成郡三野郷）と、上桑原（かみのくわはら）・下桑原（しものくわはら）の4ヶ所からなるとされており、比定地については高上郷内にあったものと推定され、諸説が存在するが、「地名辞書」によると、近代の三宅村を竹村屯倉に由来するものとし、現在の摂津市の乙辻・小坪井・鶴野と、茨木市の倉垣内・丑寅の一帯をあてている。
この屯倉の経営は、『書紀』の記述にある通り、三嶋県主と、大河内氏があたっていたが、やがて大和朝廷の派遣する三宅連と武生連（たけふ　の　むらじ）が管理するところとなった。武生氏は『続日本紀』に散見しており、また、『新撰姓氏録』「摂津国神別」天神にある竹原氏は、「角凝魂命男伊佐布魂命之後也」とあり、三島氏の親族でもあり、この屯倉の経営に何らかの関係のあった氏族であったとみられている。